# 變更控制

在質量管理體系（QMS）和信息技術（IT）系統中，變更控制是透過一個正式的程序以確保變更的產品或系統中相關控制和協調的方式。它減少了因欠缺思考而導入不必要的變動至系統、加入故障至系統、或撤消由其他軟體使用者更改的可能性。變更控制過程的目標通常包括最小的中斷服務、降低回退活動，和有效利用參與實施變革的資源成本。
變更控制目前在各式各樣的產品和系統中使用。對於IT系統來說，變更控制是更廣泛學科-變更管理的一個主要領域。從計算機和網絡環境的典型例子是軟件產品的補丁、安裝新的作業系統、升級網際網路的路由表、或改變支持基礎設施的電力系統。
資訊技術基礎設施庫函蓋變化控制的某些部分。

## 流程
以下三個領域：應變管理、組態管理 和變更控制之間有相當大的重疊和混亂。下面的定義是變更控制尚未與其他領域整合的定義。
部份專家以下列六個步驟描述變更控制：
1. 記錄/分類
2. 評估
3. 計畫
4. 建立/測試
5. 實施
6. 結束/獲得同意

## 外部連結
- Change Management with Release control[永久]
- Change control minimizes outages
- How to Control Change Requests (Project Management)（页面存档备份，存于）